# Ирландский мягкошёрстный пшеничный терьер
Ирландский мягкошёрстный пшеничный терьер (англ. irish soft coated wheaten terrier) — порода собак. От других ирландских терьеров отличается особенной шерстью — исключительно шелковистой, мягкой, уникального пшеничного цвета, что и отразилось в названии породы. Кроме традиционной для терьеров охоты на грызунов и сторожевой службы собаки этой породы могут использоваться для выпаса скота.

## История породы
Происхождение пшеничного терьера тесно переплетено с историей других пород ирландских терьеров. Вероятно, изначально существовали две группы ирландских терьеров. Из той группы, что принадлежала представителям аристократических слоев, путём целенаправленного разведения была получена порода ирландский терьер. Пшеничный терьер получен методом «народной селекции» из группы собак, живших в крестьянских хозяйствах, и имеет, таким образом, смешанное происхождение. Эта собака обладает выносливостью, интеллектом и отвагой терьера, но может работать и с домашним скотом.
Мягкошёрстный терьер упоминается в письменных источниках как минимум двухсотлетней давности и, возможно, старше других пород ирландских терьеров, но все эти породы имеют общие корни. Однако в качестве отдельной породы «пшеничник» был признан позднее своих сородичей: в XIX веке три породы — ирландский терьер, керри-блю-терьер и «пшеничник» — выставлялись в одном классе «ирландские терьеры», но впоследствии были разделены. Мягкошёрстный пшеничный терьер был официально признан Ирландским клубом собаководов в 1937 году. В 1957 году порода признана Международной кинологической федерацией.

## Внешний вид
Ирландский мягкошёрстный пшеничный терьер — сильная, выносливая, компактная собака.
Шерсть мягкая, шелковистая на ощупь, не жёсткая. Волос вьющийся или слегка волнистый, подшёрсток отсутствует. Шерсть обильно покрывает корпус, голову и конечности собаки. Цвет ровный, описывается как оттенки зрелой пшеницы, от очень светлого до золотистого. Стандарт допускает показ собак на выставках как в естественном виде шерсти, так и триммингованных. Естественная шерсть не длиннее 12 см, с шёлковым блеском, не пушистая и не «взбитая», естественно струится и ниспадает. При тримминге шея, грудь и голова коротко подстригаются; брови, усы и бороду оставляют длинными. Корпус и хвост оформляют так, чтобы подчеркнуть контуры собаки.
Щенки редко рождаются с шерстью правильной текстуры и цвета, обычно они ярко-рыжие, или сероватые, с чёрной маской, затенением по корпусу, иногда с ремнём вдоль спины. В процессе взросления собаки шерсть проходит несколько этапов развития, перецветает и окончательно формируется к возрасту 18—30 месяцев.
Голова пшеничного терьера умеренно длинная, морда квадратная с крупным чёрным носом. Глаза среднего размера, светло-ореховые. Уши V-образные, маленькие или средние, повернуты к переду и расположены на одном уровне с линией верха головы, могут быть чуть темнее общего окраса собаки. Шея умеренной длины, спина ровная и сильная, хвост посажен высоко, держится радостно, но не должен заворачиваться на спину. Допускается купировать хвост до 2/3 длины.

## Темперамент и использование
Мягкошёрстный пшеничный терьер энергичен, игрив, но при этом уравновешен. Не должен проявлять агрессии, ласков и привязан к хозяину. Используется для охоты на различных вредителей, спорта, а также как компаньон.